# 林子倫
林子倫，臺灣政治人物、學者，現任國立臺灣大學政治學系副教授、行政院能源及減碳辦公室副執行長，曾任行政院發言人。學術專長為國際環境政治、氣候與減碳政策、審議民主。

## 生平
林子倫父母皆為台電員工。大學時期投入環保運動，參與反核四，曾參與台電大樓靜坐活動。

## 經歷
2023年5月15日出任行政院發言人；2024年5月20日卸任。